# Cazeaux-de-Larboust
 Cazeaux-de-Larboust  es una población y comuna francesa, en la región de Mediodía-Pirineos, departamento de Alto Garona, en el distrito de Saint-Gaudens y cantón de Bagnères-de-Luchon.

## Demografía
| 97 | 89 | 62 | 65 | 72 | 81 |
| Para los censos de 1962 a 1999 la población legal corresponde a la población sin duplicidades (Fuente: INSEE [Consultar]) |    |    |    |    |    |